# Chocolate (banda)
Chocolate foi uma banda de cúmbia originária de Montevidéu, no Uruguai. Com três álbuns de estúdio lançados, eles alcançaram o auge do sucesso na América do Sul e fizeram turnês pelos Estados Unidos em 2001. Na Argentina e no Uruguai, eles receberam dois discos de ouro e três de platina.
A canção "Mayonesa [en]" foi o seu maior sucesso, conquistando o público de toda a América Latina e América do Norte hispânica. Ela foi eleita uma das 'canções do verão' de 2001 e também fez parte da trilha sonora do Big Brother 2 espanhol.

## Mayonesa
A cantora Gil, também conhecida como Gilmelândia, lançou a versão em português da música "Mayonesa" em 2001 com o título "Maionese", como parte do seu álbum Me Beija. A música foi um grande sucesso no Brasil e no carnaval de 2002.

## Fim da banda
Em 2002, a banda se separou por causa de conflitos entre os vocalistas e o produtor Juan Carlos Cáceres.

## Membros
- Paulo Fernández
- Carlos Sosa
- Claudio de la Fuente
- Alejandro Scatone
- Douglas Castillos

## Discografia
- Cariñito – 1997
- Fuego Contra Fuego – 1998
- Grandes Éxitos – 2001